# Краснодарка (Крым)
Краснода́рка (до 1948 года Кончи́-Шавва́; укр. Краснодарка, крымскотат. Könçi Şava, Коньчи Шава) — село в Красногвардейском районе Республики Крым, входит в состав Александровского сельского поселения (согласно административно-территориальному делению Украины — Александровского сельского совета Автономной Республики Крым).

## Население
| 2001 | 2014 |
| ---- | ---- |
| 651  | ↘422 |

Всеукраинская перепись 2001 года показала следующее распределение по носителям языка
| Язык             | Процент |
| ---------------- | ------- |
| русский          | 59.6    |
| крымскотатарский | 22.73   |
| украинский       | 11.06   |
| белорусский      | 1.08    |

### Динамика численности
| - 1805 год — 229 чел. - 1889 год — 148 чел. - 1892 год — 168 чел. - 1900 год — 234 чел. - 1905 год — 254 чел. - 1911 год — 204 чел. - 1915 год — 185/35 чел. | - 1918 год — 143 чел. - 1926 год — 238 чел. - 1939 год — 266 чел. - 1989 год — 761 чел. - 2001 год — 651 чел. - 2009 год — 650 чел. - 2014 год — 422 чел. |

## Современное состояние
На 2017 год в Краснодарке числится 8 улиц; на 2009 год, по данным сельсовета, село занимало площадь 110 гектаров на которой, в 170 дворах, проживало 650 человек. В селе действуют сельский клуб, библиотека, фельдшерско-акушерский пункт, эстонский этнографический центр где, для этнических эстонцев, преподаётся эстонский язык. Село связано автобусным сообщением с райцентром и соседними населёнными пунктами.

## География
Краснодарка — село в степном Крыму на северо-западе района, у стыка границ Первомайского и Джанкойского районов, высота центра села над уровнем моря — 25 м. Соседние сёла: Александровка в 2 км на юг, Еленовка Первомайского района в 3 км на юго-запад и Зерновое Джанкойского района в 4 км на северо-восток. Расстояние до райцентра — около 23 километров (по шоссе), там же ближайшая железнодорожная станция Урожайная. Транспортное сообщение осуществляется по региональной автодороге 35Н-300 Орловское — Красногвардейское (по украинской классификации — С-0-10729).

## История
Первоначально самостоятельные сёла Кончи и Шавва, были объединены во второй половине XIX века, а их первое документальное упоминание встречается в Камеральном Описании Крыма… 1784 года, судя по которому, в последний период Крымского ханства деревни Конджу и Шава входили в Караул кадылык Перекопского каймаканства. После присоединения Крыма к России (8) 19 апреля 1783 года, (8) 19 февраля 1784 года, именным указом Екатерины II сенату, на территории бывшего Крымского Ханства была образована Таврическая область и деревня была приписана к Перекопскому уезду. После Павловских реформ, с 1796 по 1802 год, входила в Акмечетский уезд Новороссийской губернии. По новому административному делению, после создания 8 (20) октября 1802 года Таврической губернии, Кончи и Шавва были включены в состав Бозгозской волости Перекопского уезда.
По Ведомости о всех селениях в Перекопском уезде состоящих с показанием в которой волости сколько числом дворов и душ… от 21 октября 1805 года, в деревне Кончи числилось 19 дворов, 146 крымских татар, 12 цыган и 6 ясыров, а в Шаве — 8 дворов и 65 жителей, исключительно крымских татар. На военно-топографической карте генерал-майора Мухина 1817 года деревня Османа коюнчю обозначена с 18, а Шапа с 14 дворами. После реформы волостного деления 1829 года обе деревни, согласно «Ведомости о казённых волостях Таврической губернии 1829 года», отнесли к Эльвигазанской волости. На карте 1836 года в деревне Кончи 13 дворов и в Шавве — 8, а на карте 1842 года обе обозначены условным знаком «малая деревня», то есть, менее 5 дворов — видимо, сокращение населения было связано с эмиграциями татар в Турцию.
В 1860-х годах, после земской реформы Александра II, деревни включили в состав Бурлак-Таминской волости. В «Списке населённых мест Таврической губернии по сведениям 1864 года» селения не записаны, а, согласно «Памятной книжке Таврической губернии за 1867 год», деревни были покинуты жителями, ввиду эмиграции крымских татар, особенно массовой после Крымской войны 1853—1856 годов, в Турцию и заселены эстонцами под тем же названием. По обследованиям профессора А. Н. Козловского начала 1860-х годов, вода в колодцах деревни была пресная, а их глубина колебалась от 8 до 10 саженей (16—21 м). На трехверстовой карте Шуберта 1865—1876 года обозначены Кончи с 8 и Шавва с 1 двором — последний доступный документ, в котором селения записаны отдельно. Согласно энциклопедическому словарю «Немцы России» в те же годы деревню начали заселять немцы лютеране, выходцы из беловежских колоний. В «Памятной книге Таврической губернии 1889 года», по результатам Х ревизии 1887 года, Кончи-Шава записана, как деревня Григорьевской волости с 29 дворами и 148 жителями.
После земской реформы 1890 года деревню отнесли к Александровской волости. Согласно «…Памятной книжке Таврической губернии на 1892 год», в деревне Кончи-Шавва, входившем в Кончи-Шаввинское сельское общество, было 168 жителей в 26 домохозяйствах. По «…Памятной книжке… на 1900 год» в деревне было 234 жителя в 28 дворах, в 1905 году в деревне проживало 254 человека. По Статистическому справочнику Таврической губернии. Ч.II-я. Статистический очерк, выпуск пятый Перекопский уезд, 1915 год, в деревне Кончи-Шавва Александровской волости Перекопского уезда числилось 33 двора (20 дворов с землёй, 13 — безземельные) с эстонским населением в количестве 185 человек приписных жителей и 35 — «посторонних», из которых 112 мужчин и 108 женщин. Жители владели 1349 десятинами удобной земли. В хозяйствах имелось 240 лошадей, 30 волов, 75 коров и 60 голов мелкого скота.
После установления в Крыму Советской власти и учреждения 18 октября 1921 года Крымской АССР, в составе Джанкойского уезда был образован Курманский район, в состав которого включили село. В 1922 году уезды получили название округов. 11 октября 1923 года, согласно постановлению ВЦИК, в административное деление Крымской АССР были внесены изменения, в результате которых был ликвидирован Курманский район и село включили в состав Джанкойского. Согласно Списку населённых пунктов Крымской АССР по Всесоюзной переписи 17 декабря 1926 года, в селе Кончи-Шавва, центре Кончи-Шаввского сельсовета Джанкойского района, числилось 70 дворов, из них 66 крестьянских, население составляло 238 человек. В национальном отношении учтено: 215 эстонцев, 12 украинцев, 7 русских, 3 чеха, 1 белорус, действовала эстонская школа. Постановлением ВЦИК «О реорганизации сети районов Крымской АССР» от 30 октября 1930 года, был создан Биюк-Онларский район, как национальный (лишённый статуса национального постановлением Оргбюро ЦК КПСС от 20 февраля 1939 года) немецкий в который включили село. После образования в 1935 году еврейского национального Лариндорфского района село включили в его состав, видимо, тогда же был упразднён сельсовет. По данным всесоюзной переписи населения 1939 года в селе проживало 266 человек. Вскоре после начала Великой Отечественной войны, 18 августа 1941 года крымские немцы были выселены, сначала в Ставропольский край, а затем в Сибирь и северный Казахстан.
С 25 июня 1946 года Кончи-Шава в составе Крымской области РСФСР. Указом Президиума Верховного Совета РСФСР от 18 мая 1948 года, Кончи-Шаву переименовали в Краснодарку. 26 апреля 1954 года Крымская область была передана из состава РСФСР в состав УССР. Время включения в Гвардейский сельсовет пока не выяснено: на 15 июня 1960 года село уже числилось в его составе. Указом Президиума Верховного Совета УССР «Об укрупнении сельских районов Крымской области», от 30 декабря 1962 года был упразднён Первомайский район и Краснодарку присоединили к Красногвардейскому, видимо, тогда же переподчинив Александровскому сельсовету. С 12 февраля 1991 года село в восстановленной Крымской АССР, 26 февраля 1992 года переименованной в Автономную Республику Крым. С 21 марта 2014 года в составе Крыма аннексирована Россией.